# United Democratic Party – Caprivi Freedom
Die United Democratic Party – Caprivi Freedom (UDP; zu deutsch etwa Vereinigte Demokratische Partei – Freiheit für Caprivi) ist eine 1985 in Namibia gegründete politische Partei. Seit 1999 ist sie eine Exilpartei mit Sitz in Kopenhagen, Dänemark.
Ihr politisches Ziel ist die Unabhängigkeit des Caprivizipfels von Namibia, mindestens aber die Autonomie. Diese Forderung basiert auf der historischen Vergangenheit und der sich gänzlich von anderen namibischen Volksgruppen unterscheidenden Bevölkerung. Nach einem erfolglosen kurzzeitigen gewaltsamen Kampf 1999 unterstrich die Partei bis mindestens 2012 weiterhin ihre Bestrebungen zur Unabhängigkeit des Caprivi.

## Geschichte
Die Partei wurde 1985 von Mishake Muyongo gegründet, als dieser aus dem Exil aus Dakar, Senegal, zurückkehrte. Damals ging die 1963 von Brendan Simbwaye gegründete Caprivi African National Union (CANU) in der United Democratic Party – Caprivi Freedom (UDP) auf. United Democratic Party ist übersetzt die Vereinigte Demokratische Partei. Muyongo war Vorsitzender der CANU und wurde nach Gründung auch Vorsitzender der UDP. Bei der Präsidentschaftswahl 1994 trat Muyongo für Democratic Turnhalle Alliance, deutsch Demokratische Turnhallenallianz (DTA), ein Parteienbündnis, an. Muyongo bekam 23,66 Prozent der Stimmen.

## Sezessionsbestrebungen
1994 gründete die UDP die Caprivi Liberation Army, eine bewaffneten Kampftruppe für einen Befreiungskampf. Im Oktober 1998 begann der Caprivi-Konflikt als ein Ausbildungslager der Caprivi Liberation Army der CLM ausgehoben wurde. Im Zuge zur Bekämpfung der separatistischen Aktivitäten wurde die gesamte Bevölkerung der Caprivi-Region unter den Pauschalverdacht gestellt, potentielle Rebellen zu sein. Als Folge der Repression flüchteten etwa 2500 Menschen nach Botswana. Bis Juni 1999 kamen mehrere hundert Flüchtlinge zurück nach Caprivi. Die Mehrheit blieb aber in Botswana. Unter den Flüchtlingen befanden sich zudem eine Vielzahl politischer Führungskräfte der UDP, darunter Muyongo. Im Februar 1999 hat die Regierung von Botswana Muyongo und John Mabuku, einem anderen Anführer der Separatisten, politisches Asyl gewährt. Dänemark nahm das Duo als politische Flüchtlinge im Mai 1999 auf. Am 2. August 1999 startete die Caprivi Liberation Army (CLA) mehrere Angriffe in und um Katima Mulilo. In den Morgenstunden des 2. August 1999 überfielen Rebellen der CLA mehrere strategische Orte in der Regionshauptstadt Katima Mulilo. Die CLA besetzte neben der Polizeistation und dem namibischen Rundfunksender auch den Flughafen der Stadt. Unmittelbar nach dem Aufstand erklärte der damalige Präsident Samuel Nujoma den Ausnahmezustand. Eine nächtliche Ausgangssperre wurde durch den regionalen Polizeikommandanten verhängt.
In den folgenden Tagen gab Muyongo eine Erklärung ab, in der er sagte, die Angriffe seien „erst der Anfang“, und dass der „Kampf lang sein wird, immer größer wird und siegreich sein wird“. Innerhalb weniger Tage wurde der Aufstand durch Armee- und Polizeieinheiten ohne viel Rücksicht auf die Zivilbevölkerung niedergeschlagen. 14 Menschen, darunter Polizisten, Soldaten, Rebellen und Zivilisten starben bei den Unruhen.  Fast 120 Männer wurden im August/September 1999 verhaftet und sind ohne Verurteilung hinter Gittern. Eine Freilassung auf Kaution wurde ihnen auch bei ernsthafter Erkrankung stets verweigert. Mittlerweile sind mehr von ihnen im Gefängnis gestorben, als es Tote bei den Auseinandersetzungen gab, die zu ihrer Verhaftung führten. 2002 wurden fünf mutmaßliche Rebellen getötet, nachdem sich die CLA bereits lange aufgelöst hatte. Dreiundvierzig der verbleibenden 108 mutmaßlichen Mitglieder der CLA wurden am 12. Februar 2013 vom Vorwurf des Hochverrats freigesprochen. Die namibische Regierung benannte den Caprivi Strip am 8. August 2013 in Zambezi Region um. Im Dezember 2015 verurteilte man 27 Männer am Ende eines Marathon-Hauptprozesses wegen Hochverrats, neunfachen Mordes und 91-fachen versuchten Mordes zu langjährigen Gefängnisstrafen. Im Dezember 2021 bestätigte der Oberste Gerichtshof die Urteile, aber entschied auf eine Strafminderung von drei Jahren für die Angeklagten.
Mit Stand Dezember 2021 sieht die Partei den Caprivistreifen als weiterhin unabhängig und von Namibia besetzt an. Im Juni 2025 begann die Partei erstmals seit Jahren wieder aktiv den Prozess zur Unabhängigkeit voranzutreiben. Hierfür wurden Demonstrationen organisiert.